# Robert Wickens
Robert Tyler Wickens (Toronto, Canadá, 13 de Março de 1989) é um piloto canadense. Competia na Fórmula Indy na temporada de 2018 após ser contratado pela equipe Schmidt Peterson Motorsports. Em 2018 sofreu um grave acidente que o deixou paraplégico.

## Carreira

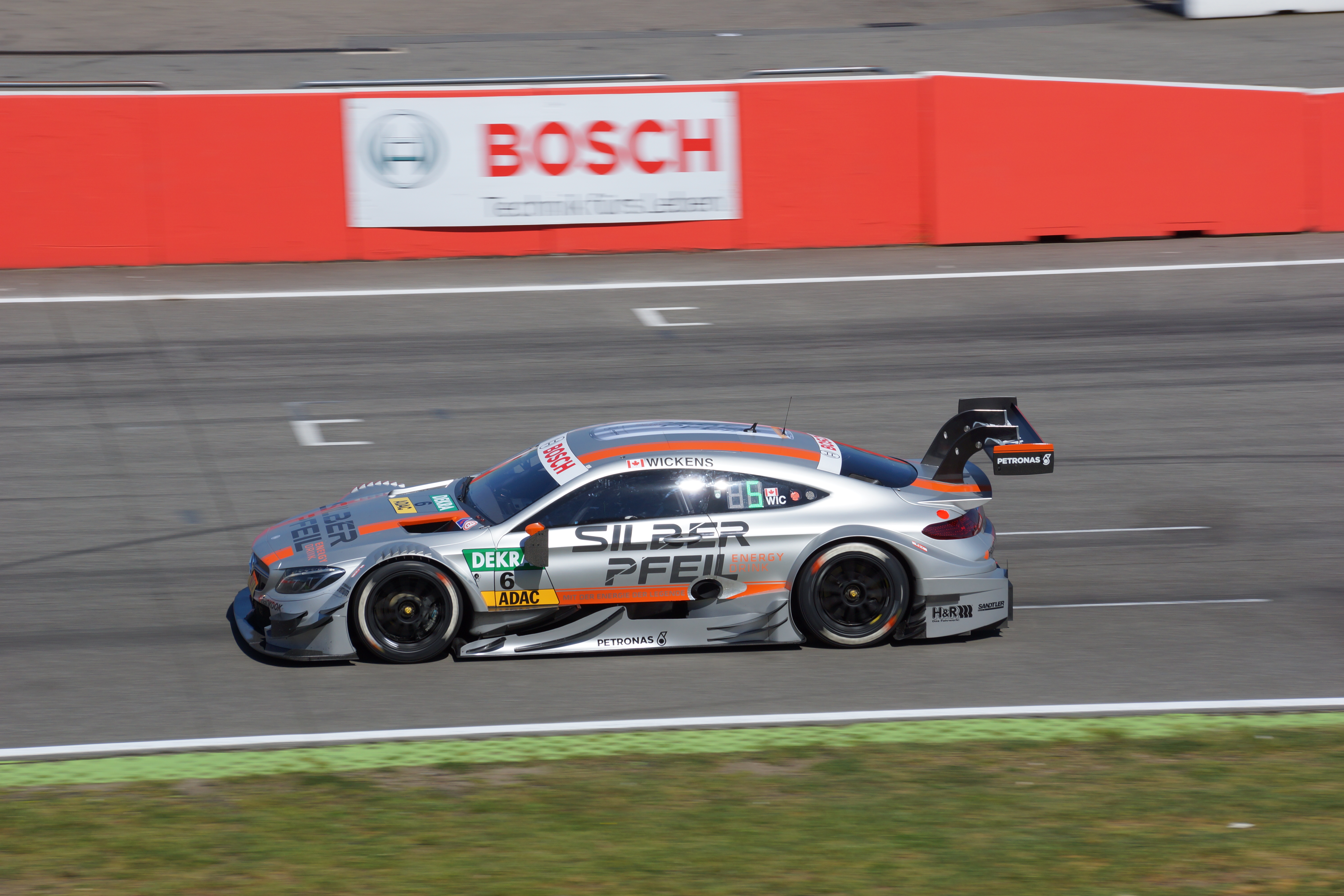
Wickens na DTM em 2016.

### Karting
- 2004 : Segundo no Campeonato de Karting Rotax Sénior Sunoco Ron Fellows ; Segundo no OKRA Grand Nationals Rotax Senior; Segundo nos OKRA Grand Nationals ICC.

- 2003 : Venceu o Campeonato de Karting Sunoco Ron Fellows Fórmula Junior ; Venceu a Fórmula Júnior ASN Canadian National; Venceu o SKUSA ProMoto Tour, BeaveRun, PA.

- 2002 : Venceu o Campeonato de Karting Sunoco Ron Fellows Fórmula Junior ; Venceu o 80cc Junior OKRA Grand National ; Venceu o Grande Prémio Júnior Heavy Mosport ; Venceu o 80cc Junior Mosport Grand Prix.

- 2001 : Venceu a Clássica Júnior Heavy Marigold Fall; Venceu o Enduro Júnior Lite Iron Man.

### Fórmulas
Em 2005, acabou em terceiro a Fórmula BMW Estados Unidos da América e foi o melhor estreante. Venceu este campeonato em 2006. Robert Wickens participou na Final Mundial de Fórmula BMW em 2005, classificando-se em 6º, com a equipa Autotecnica e em 2006 foi oitavo, com a equipa Eurointernational.
Robert Wickens é piloto da Red Bull Junior Team desde 2006.

### IndyCar Series

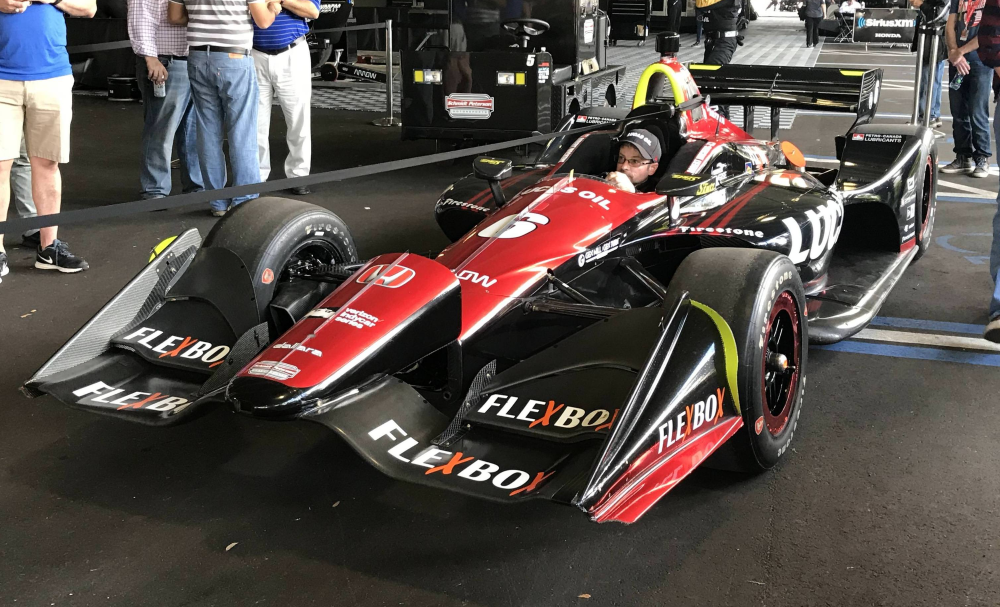
Wickens na IndyCar em 2018.

Wickens estreou pela IndyCar em 2018 como um piloto promissor conquistando a pole position na primeira corrida da temporada, seus melhores resultados foram dois segundos lugares em Phoenix e em Toronto. Na etapa de Pocono sofreu um grave acidente que deixou sequelas em sua coluna, co, ele abandonando o esporte.
Em 2022, Wickens retornou às corridas em tempo integral no Michelin Pilot Challenge com a equipe Bryan Herta Autosport, pilotando um carro Hyundai com controles manuais adaptados na categoria TCR. Ele venceu o campeonato de pilotos TCR em 2023 ao lado de seu companheiro de equipe, Harry Gottsacker.

### Registo nos monolugares
| Época   | Campeonato                        | Equipa                                   | Corridas | Vitórias | Poles | Voltas mais rápidas | Pontos | Posição |
| ------- | --------------------------------- | ---------------------------------------- | -------- | -------- | ----- | ------------------- | ------ | ------- |
| 2009    | Campeonato de Fórmula Dois da FIA | ND                                       | ND       | ND       |       |                     |        |         |
| 2008    | Fórmula 3 Euroseries              | Signature-Plus                           | 14       | 1        | 0     | 0                   | 10.5   | 15º     |
| 2008    | World Series by Renault           | Carlin Motorsport                        | 17       | 1        | 1     | 0                   | 55     | 12th    |
| 2007-08 | A1 Grand Prix                     | A1GP Team Canadá                         | 7        | 1        | 2     | 1                   | 75     | 9º (1)  |
| 2007    | Champ Car Atlantic                | Forsythe Championship Racing             | 12       | 1        | 1     | 2                   | 255    | 3º      |
| 2007    | World Series by Renault           | Carlin Motorsport                        | 4        | 0        | 0     | 0                   | 6      | 25º     |
| 2006    | Fórmula BMW EUA                   | Team Apex Racing USA e EuroInternational | 14       | 3        | 3     | 3                   | 149    | 1º      |
| 2006    | Fórmula Renault 2.0 Eurocup       | Motopark Academy                         | 2        | 0        | 0     | 0                   | 0      | NC      |
| 2006    | Fórmula BMW ADAC                  | ADAC Berlin-Brandenburg                  | 2        | 0        | 0     | 0                   | 0      | NC      |
| 2005    | Fórmula BMW EUA                   | Forsythe Championship Racing             | 14       | 2        | 1     | 2                   | 122    | 3º      |

- (1) = Classificação de equipa.